# Nojemberjan
Nojemberjan (armeniska: Նոյեմբերյան) är en ort i Armenien. Den ligger i provinsen Tavusj, i den norra delen av landet, 120 km norr om huvudstaden Jerevan. Nojemberjan ligger 842 meter över havet och antalet invånare är 5 119.
Terrängen runt Nojemberjan är lite bergig, och sluttar norrut. Nojemberjan är det största samhället i trakten. 
Trakten runt Nojemberjan består till största delen av jordbruksmark. Runt Nojemberjan är det ganska tätbefolkat, med 58 invånare per kvadratkilometer.